# Arnoldus van Bussel
Arnoldus van Bussel (Asten, 15 september 1786 - Vlierden, 1 juli 1860) was een Nederlands burgemeester.
Van Bussel werd geboren als zoon van de Astense kerkmeester, bierbrouwer en grutter Marcelis van Bussel en Elisabeth Fransen, en was via zijn moeder een neefje van Pieter Fransen, burgemeester van Vlierden tussen 1814 en 1820. Zelf oefende Van Bussel het beroep van horlogemaker uit. In 1850 werd hij benoemd tot burgemeester en ambtenaar van de burgerlijke stand van de kleine gemeente Vlierden. Eerder al was hij schatter voor de personele belasting in die gemeente. Na twee jaar gaf hij zijn ambt op.
Arnoldus van Bussel was in 1815 gehuwd met Maria Berkvens uit Asten.